# Русофилство
Русофилство (рус. русофильство) или русофилија (рус. русофилия) представља проруско расположење група или појединца. У свету се сматра да проруско расположење влада у словенским земљама чије је становништво већином православно, али и међу православним становништвом које не припада словенској групи народа. Народи код којих је присутно русофилство: Белоруси, Срби, Црногорци, Македонци, Сиријци, Осети, Абхази, Јермени, Бугари, Грци итд.
Русофилија је почела да се шири у Руској Империји међу народима који су покорени у освајачким ратовима руског империјализма и ширења руске територије. Касније се испољавало кроз совјетофилство и све јачег јачања совјетског империјализма и бољшевичко-социјалистичке / стаљинистичке идеологије у свету, што је на крају кулминирало стварањем Источног блока (Савета за узајамну економску помоћ и Варшавског пакта). 
У садашњем времену понекад се русофилство идентификује са залагањима проруских политичара за припајање својих матичних држава Руској Федерацији, или кроз претензије на пуноправно чланство у Савезу Русије и Белорусије, ОДКБ-у и Евроазијском економском савезу.
Насупрот русофилији стоји русофобија, односно ирационална мржња и нетрпељивост према руском народу или руским политичарима. 